# Mesnil-Panneville
Mesnil-Panneville est une commune française située dans le département de la Seine-Maritime en région Normandie.

## Géographie

### Communes limitrophes
| Croix-Mare   | Motteville        | Cideville |
|              | Mesnil-Panneville | Limésy    |
| Blacqueville | Bouville          | Pavilly   |

### Hydrographie
La commune est située dans le bassin Seine-Normandie. Elle n'est drainée par aucun cours d'eau,.

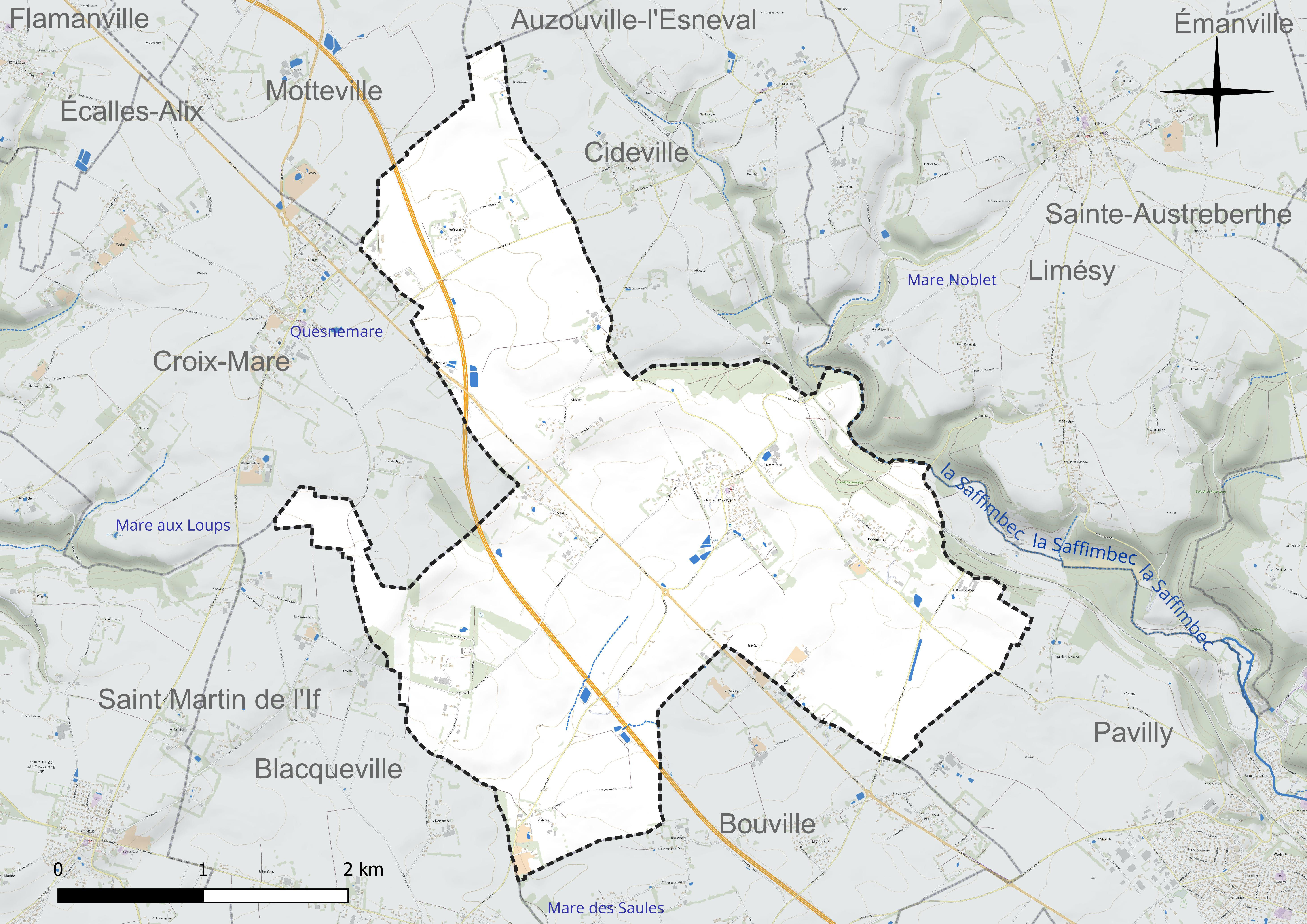
Réseau hydrographique de Mesnil-Panneville.

### Climat
Pour des articles plus généraux, voir Climat de la Normandie et Climat de la Seine-Maritime.
En 2010, le climat de la commune est de type climat océanique altéré, selon une étude du CNRS s'appuyant sur une série de données couvrant la période 1971-2000. En 2020, Météo-France publie une typologie des climats de la France métropolitaine dans laquelle la commune est exposée à un climat océanique et est dans la région climatique Côtes de la Manche orientale, caractérisée par un faible ensoleillement (1 550 h/an) ; forte humidité de l’air (plus de 20 h/jour avec humidité relative > 80 % en hiver), vents forts fréquents. Parallèlement le GIEC normand, un groupe régional d’experts sur le climat, différencie quant à lui, dans une étude de 2020, trois grands types de climats pour la région Normandie, nuancés à une échelle plus fine par les facteurs géographiques locaux. La commune est, selon ce zonage, exposée à un « climat maritime », correspondant au Pays de Caux, frais, humide et pluvieux, légèrement plus frais que dans le Cotentin.
Pour la période 1971-2000, la température annuelle moyenne est de 10,4 °C, avec une amplitude thermique annuelle de 14,1 °C. Le cumul annuel moyen de précipitations est de 924 mm, avec 13,6 jours de précipitations en janvier et 8,6 jours en juillet. Pour la période 1991-2020, la température moyenne annuelle observée sur la station météorologique la plus proche, située sur la commune d'Ectot-lès-Baons à 8 km à vol d'oiseau, est de 10,8 °C et le cumul annuel moyen de précipitations est de 905,5 mm,. Pour l'avenir, les paramètres climatiques de la commune estimés pour 2050 selon différents scénarios d'émission de gaz à effet de serre sont consultables sur un site dédié publié par Météo-France en novembre 2022.

## Urbanisme

### Typologie
Au 1er janvier 2024, Mesnil-Panneville est catégorisée commune rurale à habitat dispersé, selon la nouvelle grille communale de densité à sept niveaux définie par l'Insee en 2022.
Elle est située hors unité urbaine. Par ailleurs la commune fait partie de l'aire d'attraction de Rouen, dont elle est une commune de la couronne,. Cette aire, qui regroupe 317 communes, est catégorisée dans les aires de 200 000 à moins de 700 000 habitants,.

### Occupation des sols
L'occupation des sols de la commune, telle qu'elle ressort de la base de données européenne d’occupation biophysique des sols Corine Land Cover (CLC), est marquée par l'importance des territoires agricoles (96,5 % en 2018), une proportion identique à celle de 1990 (96,5 %). La répartition détaillée en 2018 est la suivante : 
terres arables (74 %), prairies (18,6 %), zones agricoles hétérogènes (3,9 %), forêts (3,5 %). L'évolution de l’occupation des sols de la commune et de ses infrastructures peut être observée sur les différentes représentations cartographiques du territoire : la carte de Cassini (XVIIIe siècle), la carte d'état-major (1820-1866) et les cartes ou photos aériennes de l'IGN pour la période actuelle (1950 à aujourd'hui).

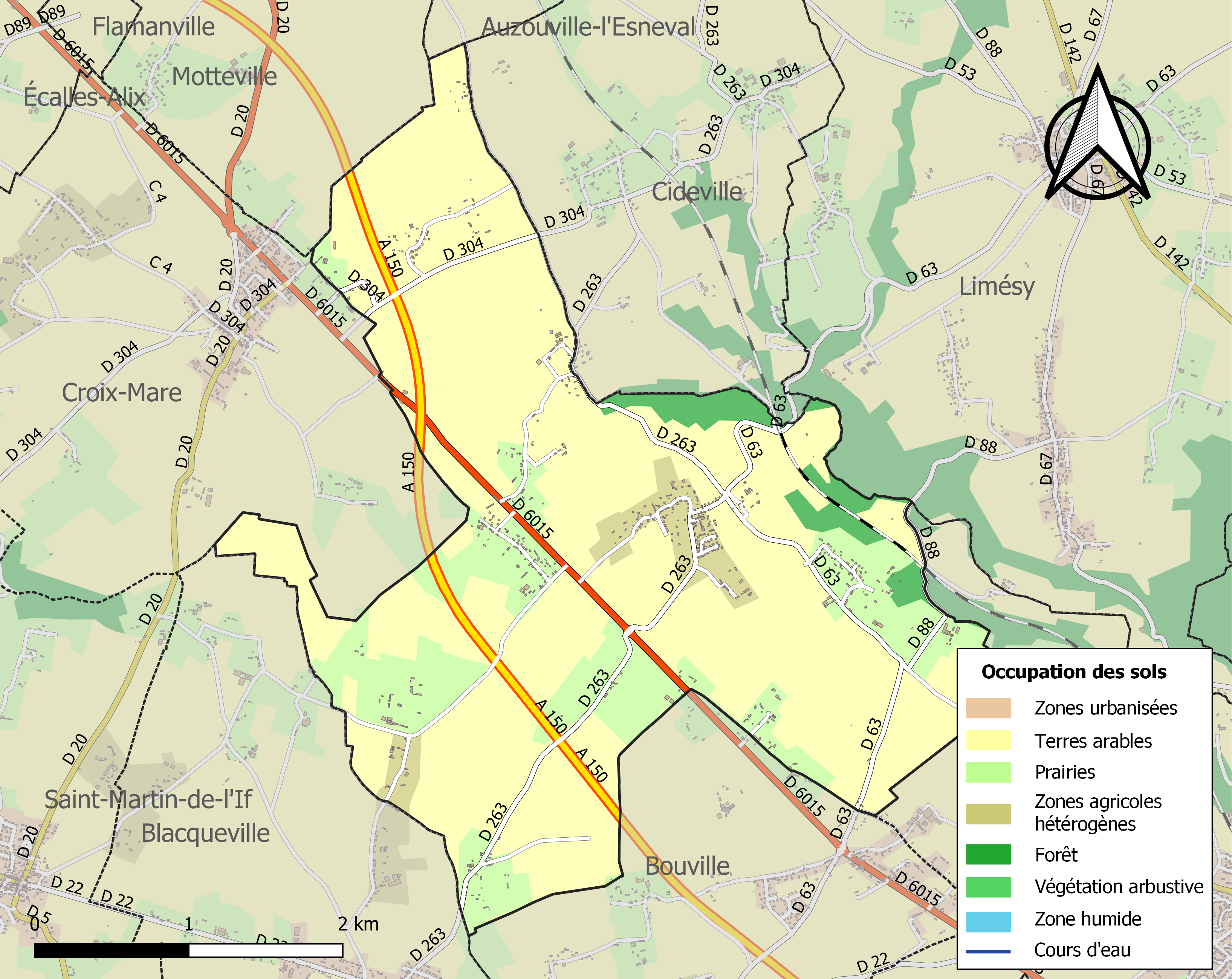
Carte des infrastructures et de l'occupation des sols de la commune en 2018 (CLC).

## Toponymie
Mesnil : est attesté sous les formes In parrochia de Mesnillo Durescu et quædam capella Sancti Theobaldi vers 1240 ; Ad capellam de Menillo Durescu en 1266 ; De Mesnillo Duri Scuti en 1275 ; de Mesnillo Dur escu en 1292 ; Du Mesnil Durescu en 1307 ; Mesnillum Durescu en 1337 ; Mesnil Dur escur en 1319 ; Mesnil Dur Escu en 1431 (Longnon) ; « Capella Sancti Theobaldi fundata infra metas parrochie de Mesnillo Duri Scuti » en 1453 ; Theobaldi de Mesnillo Duri Scuti en 1471 ; Le Mesnil Durescu en 1472 ; Notre Dame du Mesnil Durescu au XVe siècle ; Ecc. parr. S. Albini de Mesnillo Duri Scuti en 1501 ; Notre Dame du Mesnil du Récu en 1717 ; Seigneurie du Mesnil Durescu en 1396, 1397, 1399 et en 1406 ; Fief du Mesnil Durescu entre 1462 et 1538 ; Le Mesnil Durescu en 1419 ; le Mesnil Durescu en 1560 ; Fief du Mesnil Durécu en 1594 ; Mesnil Dur Escu en 1648 (Pouillé) ; Le Mesnil du Récu en 1715 (Frémont) ; Menil du Recu en 1757 (Cassini) ; Le Mesnil dur Ecu 1788 ; Le Mesnil (hameau du Mesnil Panneville) en 1879.

Mesnil est un ancien nom commun tombé en désuétude et qui se retrouve aujourd'hui dans de nombreux toponymes. Mesnil désignait jusqu'à l'Ancien Régime un « domaine rural ».
Panneville : est attesté sous les formes de Penevilla in Penevillam en 1203 ; Pennevilla vers 1240 ; Paneville en 1337 ; Seigneurie de Penneville en 1397 et en 1405 ; Panneville en 1403 ; Fief de Paneville entre 1406 et 1415 ; Panneville en 1431 (Longnon) ; Fief de Penneville en 1493 ; En la paroisse de Panneville en 1503 et en 1623, en  1675 et en 1684, Penneville entre 1648 et 1704 (Pouillé) ; Panneville en 1715 (Frémont) et en 1757 (Cassini).

## Histoire
La commune de Mesnil-Panneville naquit de la fusion, en 1822 et 1823, de quatre petites communes indépendantes instituées par la Révolution française  : Le Mesnil-Durécu, Panneville, Hardouville et Cidetot, d'où la présence actuellement de nombreux vestiges publics et privé.
Avant la Révolution, Panneville se trouvait dans le bailliage et l'élection de Caudebec, les trois autres paroisses relevaient du bailliage de Rouen.
[réf. nécessaire]

## Politique et administration
| Période                                  | Période                    | Identité              | Étiquette | Qualité                                                               |
| ---------------------------------------- | -------------------------- | --------------------- | --------- | --------------------------------------------------------------------- |
| Les données manquantes sont à compléter. |                            |                       |           |                                                                       |
|                                          |                            | Jacques-Joseph Dubosc |           | Cultivateur Ancien maire de Mesnil-Durécu Premier maire de la commune |
| 1874                                     |                            | Jean Niel             |           |                                                                       |
| Les données manquantes sont à compléter. |                            |                       |           |                                                                       |
| mars 2001                                | En cours (au 10 août 2020) | Rémy Patin            |           | Réélu pour le mandat 2020-2026                                        |

## Démographie
L'évolution du nombre d'habitants est connue à travers les recensements de la population effectués dans la commune depuis 1793. Pour les communes de moins de 10 000 habitants, une enquête de recensement portant sur toute la population est réalisée tous les cinq ans, les populations de référence des années intermédiaires étant quant à elles estimées par interpolation ou extrapolation. Pour la commune, le premier recensement exhaustif entrant dans le cadre du nouveau dispositif a été réalisé en 2008.

En 2022, la commune comptait 764 habitants, en évolution de +7,61 % par rapport à 2016 (Seine-Maritime : +0,35 %, France hors Mayotte : +2,11 %).
| 1793 | 1800 | 1806 | 1821 | 1831 | 1836 | 1841 | 1846 | 1851 |
| ---- | ---- | ---- | ---- | ---- | ---- | ---- | ---- | ---- |
| 198  | 240  | 193  | 242  | 610  | 633  | 694  | 693  | 594  |

| 1856 | 1861 | 1866 | 1872 | 1876 | 1881 | 1886 | 1891 | 1896 |
| ---- | ---- | ---- | ---- | ---- | ---- | ---- | ---- | ---- |
| 573  | 534  | 528  | 546  | 514  | 505  | 472  | 499  | 432  |

| 1901 | 1906 | 1911 | 1921 | 1926 | 1931 | 1936 | 1946 | 1954 |
| ---- | ---- | ---- | ---- | ---- | ---- | ---- | ---- | ---- |
| 425  | 436  | 413  | 379  | 406  | 415  | 400  | 397  | 337  |

| 1962 | 1968 | 1975 | 1982 | 1990 | 1999 | 2006 | 2008 | 2013 |
| ---- | ---- | ---- | ---- | ---- | ---- | ---- | ---- | ---- |
| 321  | 308  | 272  | 466  | 492  | 515  | 608  | 635  | 676  |

| 2018 | 2022 | - | - | - | - | - | - | - |
| ---- | ---- | - | - | - | - | - | - | - |
| 727  | 764  | - | - | - | - | - | - | - |

## Culture locale et patrimoine

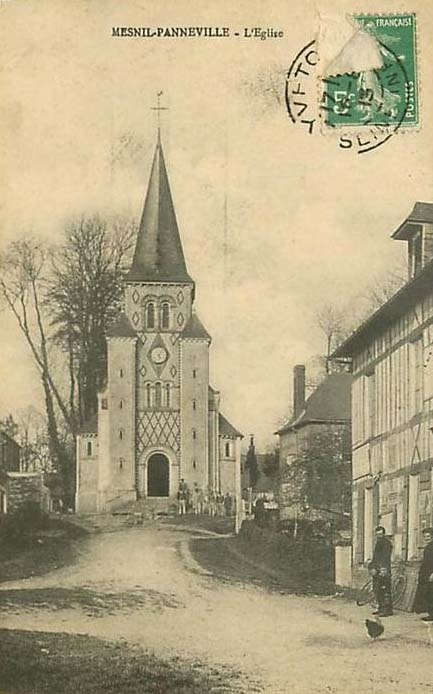
Carte postale de l'église vers 1910.

### Lieux et monuments
Église Notre-Dame-de-l'Assomption
Elle a été entièrement reconstruite au XIXe siècle en deux tranches après démolition de l'ancien monument devenu trop petit à la suite de la fusion de Mesnil-Durécu, avec Cidetot, Hardouville et Panneville, trois paroisses voisines disparues. Les plans existent aux archives départementales. Le chantier commença par le clocher sur plan carré à l'entrée du monument, dans le pur roman normand avec des arcatures aveugles et quatre baies à l'étage des cloches, surmontées chacune d'un arc en plein cintre et non pas brisé comme à Notre-Dame de Bouville, paroisse voisine. La construction du massif clocher porche est indissociable de la nef objet de la seconde tranche. L'architecte Martin à Caudebec respecta  le style roman normand dans la conception du robuste clocher et la décoration de la nouvelle nef. Les paroissiens participèrent largement au financement et tout particulièrement Charles Jourdainne de Panneville. On utilisa la pierre des carrières de Rançon pour le clocher, la pierre blanche de Duclair à l'intérieur pour la nef, avec des motifs en silex taillé sur la façade, et l'ardoise d'Angers pour la couverture. À l'origine, il n'était pas prévu de refaire le chœur et la sacristie mais grâce à l'effort financier de Jourdainne, le maçon Aubé de Betteville obtint le marché pour 11 000 F. Il utilisa la pierre de Caumont, des briques et du silex taillé pour les murs, de la pierre de liais de Tonnerre pour le carrelage du chœur. Janvier 1859 marqua la fin de cette phase ultime. La sacristie reconstruite sur le côté, et non pas derrière le chœur, permit à la lumière de pénétrer dans le sanctuaire le matin.
Château de Panneville
Construit en 1732, resté inachevé car le corps principal n'est accosté que par une seule aile. La chapelle du château a été  édifiée à partir des matériaux de l'ancienne église paroissiale de Panneville, démolie en 1780.

### Personnalités liées à la commune
- Jean Flavigny (1880-1948), général de corps d'armée.

### Héraldique
| Blason de Mesnil-Panneville | Blason  | Écartelé: au 1er de gueules à l'écusson d'or chargé d’une gerbe de blé de sinople surmontée de l’inscription «Durescu» en lettres de sable, au 2e d'azur à la fleur de lis d'or, au 3e échiqueté d'azur et d'argent à la croix de Saint Lazare de sinople, au 4e de gueules à la tour couverte d'or, maçonnée et ouverte de sable; sur le tout, de gueules à deux léopards d'or armés et lampassés d'azur l'un au-dessus de l'autre. |
| Blason de Mesnil-Panneville | Détails | Création J.M. Marcoz. Adopté le 30 août 2012. |

Chacun des quadrants illustre l'une des quatre communes ayant fusionné en 1822-1823 pour former Mesnil-Panneville : Mesnil Durecu, Hardouville, Panneville et Cidetot : 
- En haut à gauche, Mesnil Durecu, avec l'écu qui rappelle la famille seigneuriale des Durescu : dur écu. La gerbe représente le caractère rural de la commune.
- En haut à droite, Hardouville, ancien fief appartenant directement au royaume de France, comporte forcément la fleur de lys de France sur fond bleu de France également.
- En bas à gauche, Panneville, montre la Croix  de Saint Lazare de Jérusalem, emblème des chevaliers qui possédaient la commanderie de Saint Antoine de Grattemont. Le fond en damier des Flavigny rappelle  le propriétaire actuel du château.
- En bas à droite, Cidetot est illustré par son pigeonnier qui a été translaté à Pavilly.
- Au centre, le blason de la Normandie.